# Bảo tàng Erawan
Bảo tàng Erawan (tiếng Thái: พิพิธภัณฑ์ช้างเอราวัณ) là một bảo tàng ở tỉnh Samut Prakan, Thái Lan. Bảo tàng được xây dựng vào năm 2003. Nơi đây nổi tiếng với màn trình diễn nghệ thuật voi ba đầu khổng lồ. Với cấu trúc ba tầng bên trong tượng voi chứa đựng những cổ vật và bộ sưu tập vô giá các đồ vật tôn giáo cổ xưa thuộc về Lek Viriyapant chủ sở hữu bảo tàng và cũng là nhà sáng tạo Ancient Siam và bảo tàng Thánh đường Chân lý nơi lưu trữ các hiện vật và di sản.
Bảo tàng trưng bày các tác phẩm điêu khắc mô hình quan trọng thể hiện nhiều khía cạnh của văn hóa Thái Lan.
Để đi đến bảo tàng có thể đi đến Ga Chang Erawan BTS (Lối thoát 2) trên Tuyến Sukhumvit.

## Bảo tàng

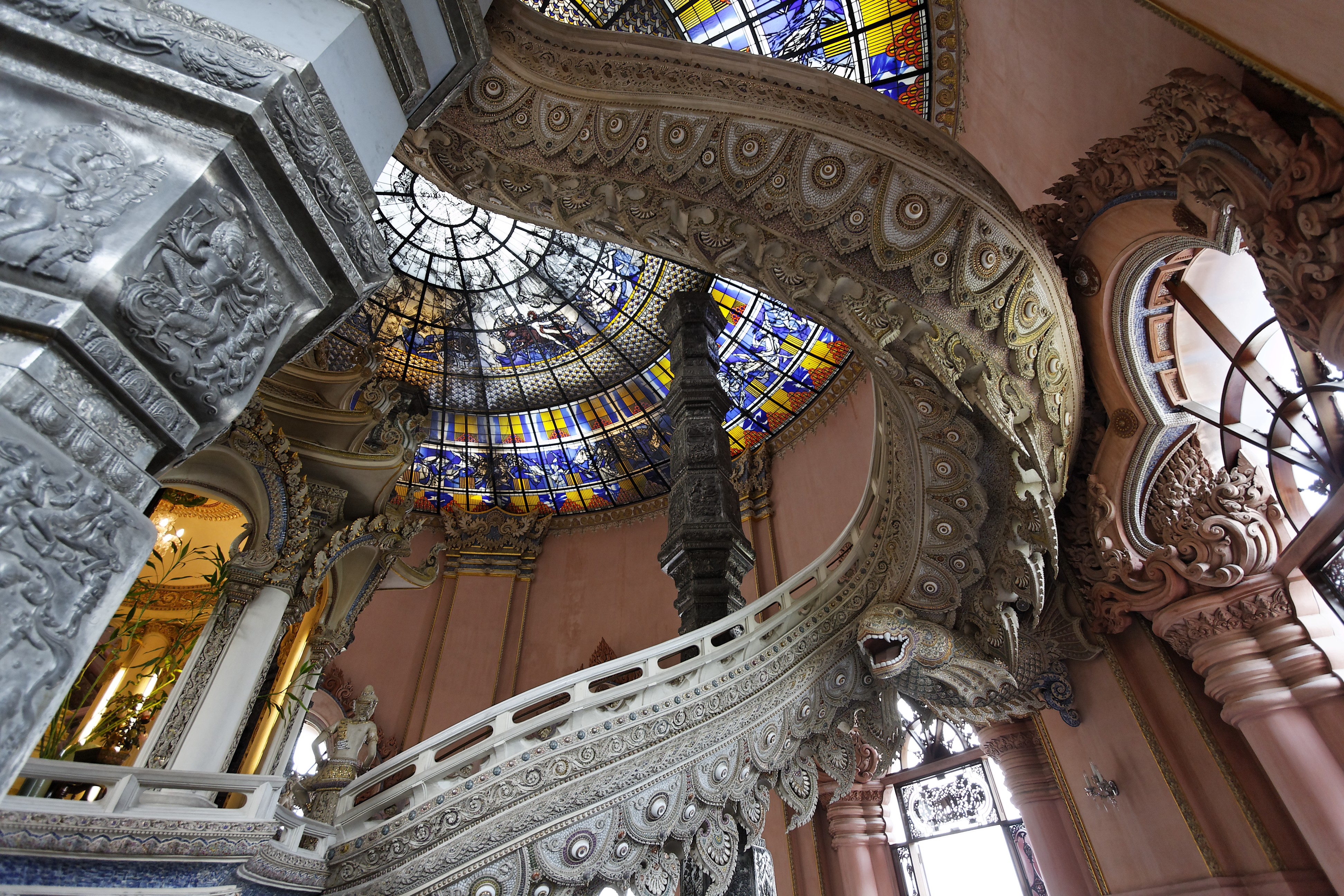
Bên trong bảo tàng Erawan

Tượng voi ba đầu khổng lồ được đúc bằng đồng nặng 250 tấn, cao 29 mét, dài 39 và đứng trên bệ đỡ cao 15 mét-high (49 ft). Bên trong bảo tàng được mô phỏng theo cách diễn đạt vũ trụ của Ấn Độ giáo. Hai tầng dưới cùng nằm trong bệ đỡ trong khi tầng thượng nằm ở phần bụng của voi.
Tầng đầu tiên bao gồm bộ sưu tầm bình hoa Trung Quốc từ thời Minh và Thanh cũng như lịch sử xây dựng bảo tàng trong các bức ảnh và tấm biển treo tường.
Tầng thứ hai trưng bày đồ cổ và nghệ thuật quý giá bao gồm đồ gốm và đồ gốm châu Âu. Giữa sảnh là tượng Quan Âm nghìn tay.
Tầng trên cùng đại diện cho Thiên đường Travatimsa, nơi nằm trên đỉnh Núi Tu-di trong Vũ trụ học Phật giáo. Trưng bày các di vật và tượng Phật từ nhiều thời đại như Lopburi, Ayutthaya, Lanna và Rattanakosin. Các bức tường được trang trí bằng những bức tranh mô tả vũ trụ.